# Cultura kallawaya
Os médicos tradicionais procedentes de Khanlaya (Bolívia), curavam aos trabalhadores que construíam o Canal do Panamá. Conheciam as quinas (Cinchona sp.) com as que tratavam o paludismo.

## Origem
A Cultura Kallawaya (também Callahuaya e Kolyawaya) é uma cultura aborígene originaria das povoações de Curva, Chajaya, Khanlaya, Huata Huata, Inka e Chari, arredor de Charazani, província de Bautista Saavedra, Departamento de La Paz, na Bolívia. Imemorialmente a cultura kallawaya se tem centrado no estudo e exercício da medicina tradicional itinerante, e seus Xamã recorrem os Caminhos Incas em busca de plantas medicinais.
A medicina kallawaya exercida atualmente por uns 2 mil homens, utiliza plantas, animais, produtos humanos, minerais, amuletos e terapias. Os conhecimentos, transmitidos pelos pais e avós aos filhos e netos, em seu conjunto formam um patrimônio intangível. Além de seus conhecimentos em matéria de medicina natural, os Kallawalla compartilham uma cosmologia, um conjunto de coerentes crenças, rituais, mitos, valores e expressões artísticas que lhe proporcionam uma visão original do mundo, da qual depende sua concepção da saúde, que une a natureza, o espiritual, a sociedade e a pessoa. Os Kallawalla tem conservado uma detalhada classificação antiga das plantas e animais, que pode proceder da época inca. Por outra parte, a vez que médicos viajantes, os Kallawaya são agricultores. Usam ainda seus trajes tradicionais e no caso dos homens  os identificam seus ponchos vermelhos com listras de outras cores e o sombreiro.
Existem diversas hipóteses sobre a origem dos Kallawaya. A arqueologia da zona está influenciada pelo Tiwanaku expansivo e a subsequente cultura Mollo. Sabe-se pelas crônicas, que no Império Inca cujos saberes médicos-religiosos sintetizaram, os kallawaya tinham um status especial, praticavam a medicina tradicional chegando plantas medicinais de um sitio a outro e eram encarregados de carregar ou anda do Inca. Se lhes reconhecia um território autônomo muito mais amplo que a região que habitam atualmente, em uma franja de pisos ecológicos que vão dos 1000 até aos 5000 metros de altitude o qual lhes proporcionava acesso a uma variedade de plantas medicinais e uma inter-relação com culturas do altiplano e as terras baixas, que pode haver sido a base de sua medicina itinerante.
Se tem dado diversas interpretações para o significado de seu nome que para alguns, a partir do Língua aimará, significa País dos Médicos ou simplesmente médicos ou medicina. Outros, desde o quechua interpretam como "chevar na espalda plantas" ou como uma referencia a planta medicinal polipodiácea kalawala (Polypodium pycnocarpum).
Os Kallawalla atuais falam além de quéchua, aymara e castelhano, uma língua própria, usada entre eles e nos rituais e prática médica. É esta língua, kalliawayai quer dizer "iniciado" no saber. Os linguistas tem logrado demonstrar que esta língua com uma base morfológica quéchua integra palavras e afixos procedentes do idioma puquina que se falava no Império Inca e que está presente na toponímia andina boliviana. Atualmente, as populações principais como CHARAZANI e CURVA na província de BAUTISTA SAAVEDRA, são de fala quéchua predominantemente.
A cultura kallawaya foi declarada pela UNESCO como Patrimônio Oral e Imaterial da Humanidade, no ano 2003.